# Cairina
A Cairina  a madarak osztályának lúdalakúak (Anseriformes) rendjébe, a récefélék (Anatidae) családjába, azon belül a  réceformák (Anatinae) alcsaládjába tartozó nem.

## Rendszerezés
A nembe az alábbi 2 faj tartozik:
- pézsmaréce (Cairina moschata)
- dzsungelréce (Cairina scutulata)